# Ilyarachna wolffi
Ilyarachna wolffi là một loài chân đều trong họ Munnopsidae. Loài này được Kensley miêu tả khoa học năm 1978.